# No Fly List
A No Fly List é uma lista, criada e mantida pelo Terrorist Screening Center (TSC) do governo federal de Estados Unidos. Comporta os nomes de pessoas que não são autorizados a subir a bordo de um avião comercial para viajar verso ou desde os Estados Unidos. Estas pessoas são susceptíveis de ser perigosas e encontram-se pois proibidas de aceder ao território estadounidense em avião ou de deslocar-se dentro deste, sempre em avião.
Em 2011, a lista continha aproximadamente 10.000 nomes, em 2012 mais de 21.000 nomes e em 2013, mais de 47.000 nomes.
A lista está criticada para seu efeito sobre as liberdades civis e os motivos do procedimento de inscrição, em parte por causa do risco de profilage e de discriminação étnica, religiosa, económica, política ou racial. A lista é igualmente sujeita a falsos positivos.